# Entamoeba dispar
Az Entamoeba dispar az Amoebozoa törzs Entamoebidae családjába tartozó faj.

## Tudnivalók
Az ártalmatlan Entamoeba dispar nevű amőba-faj, megjelenésben igen hasonlít az egészségre káros Entamoeba histolyticára, amely az amőbiázis megbetegedésért felelős. Mindkét faj az emberben élősködik.
Az Entamoeba dispar gyakrabban fordul elő a vastagbélben, mint a másik, viszont nem okoz megbetegedést, tehát apatogén. cisztáját az E. histolyticáétól molekuláris vizsgáló módszerekkel lehet elkülöníteni.